# لوسیل فریر استیکل
لوسیل فریر استیکل (انگلیسی: Lucille Farrier Stickel؛ ۱۱ ژانویهٔ ۱۹۱۵ – ۲۲ فوریهٔ ۲۰۰۷) سم‌شناس حیات وحش اهل ایالات متحده آمریکا و از سال ۱۹۷۲ تا ۱۹۸۲، مدیر مرکز تحقیقات حیات وحش پاتوزنت بود. تحقیقات او به‌طور گسترده بر روی آلاینده‌ها در اکوسیستم‌های حیات وحش متمرکز بود و تحقیقات او بر روی اثرات آفت‌کش ددت به شکل‌گیری پایه‌ای برای کتاب بهار خاموش اثر ریچل کارسون کمک کرد. او همچنین نخستین زنی بود که هم به‌عنوان کارمند دولتی دولت ایالات متحده به‌عنوان دانشمند ارشد مشغول به کار بود، و هم به سمت مدیریت یک آزمایشگاه تحقیقاتی ملی منصوب شده بود.

## سنین جوانی و تحصیل

### دوران کودکی و خانواده
الیزابت لوسیل فریر استیکل، که توسط همسالان نزدیکش با نام لوسیل شناخته می‌شد، در ۱۱ ژانویهٔ ۱۹۱۵ در هیلمن، میشیگان به دنیا آمد. او در کودکی به طبیعت علاقه‌مند بود. او به‌واسطهٔ اختصاص دادن بیشتر اوقات فراغت خود به فعالیت‌های خارج از منزل از جمله شنا و کوه‌نوردی به محیط زیست علاقه‌مند شد. گزارش شده‌است که او تقریباً به پشت بام تمام خانه‌های شهر کوچکش صعود کرده‌است. پس از این که او چندین فصل تابستان در سال‌های متعدد را در کلبهٔ خانوادگی‌شان در دریاچه آوالون، نزدیک به زادگاهش گذراند، و در طول زمستان نیز با خانواده اش به فلوریدا سفر می‌کرد، علاقهٔ او به طبیعت و محیط زیست بیشتر شد.

## تحصیلات
لوسیل در دههٔ ۱۹۲۰ به دبیرستان روزولت که یک مدرسهٔ دولتی محلی بود، رفت و در آنجا به درجات بالای علمی رسید. او همچنین در پیشاهنگی دختران و فعالیت‌های ورزشی در این دبیرستان شرکت داشت. او یک ماجراجوی جوان و مشتاق بود که میل به تحصیل داشت. با نزدیک شدن به سن کالج، او شروع به پیشبرد فعالیت حرفه‌ای خود به‌عنوان یک دانشمند کرد.
لوسیل استیکل مدرک کارشناسی علوم خود را در سال ۱۹۳۶ از دانشگاه میشیگان شرقی اخذ کرد و به‌عنوان عضوی از فی بتا کاپا فارغ‌التحصیل شد. او برای هر دو مدرک کارشناسی ارشد و دکترا به دانشگاه میشیگان رفت و به ترتیب در سال‌های ۱۹۳۸ و ۱۹۴۹ موفق به کسب این مدارک تحصیلی شد.

## فعالیت حرفه‌ای
اولین نشریهٔ مهمی که استیکل منتشر کرد، گزارشی از محیط زیست در سال ۱۹۴۶ بود که نخستین گزارش از میان گزارش‌های متعددی بود که او دربارهٔ اثرات زیست‌محیطی آفت‌کش ددت ارائه می‌کرد. او فصل «بقایای آفت‌کش‌ها در پرندگان و پستانداران» را در مجموعه‌کتاب تحقیقات علوم محیطی نوشت. در این فصل، او به اثرات شیمیایی آفت‌کش‌هایی که شامل ارگانوکلر هستند، بر روی پرندگان و پستانداران پرداخت. این گزارش‌ها، در میان سایر آثار او، به تبدیل شدن سم‌شناسی حیات وحش به‌عنوان یک زمینهٔ مطالعاتی کمک کردند؛ زیرا تأثیرهای آن نه تنها بر حیات وحش در خشکی، بلکه در رودخانه‌ها و خاک نیز مشهود بود. او برای نخستین بار در سال ۱۹۴۲ پس از اخذ مدرک لیسانس به مرکز تحقیقات حیات وحش پاتوزنت پیوست. چندین سال بعد، او از این مرکز مرخصی گرفت تا تحصیلات دکترای خود را به پایان برساند و سپس به کار در پاتوزنت در سال ۱۹۶۱ بازگشت که منجر به انتخاب او به عنوان مدیر این مرکز در سال ۱۹۷۲ شد. استیکل پیش از بازنشستگی در سال ۱۹۸۲، این جایگاه را برای یک دهه حفظ کرد.

## افتخارات
در سال ۱۹۶۸، جایزهٔ زن فدرال توسط وزارت کشور به استیکل اهدا شد و او در سال ۱۹۷۳ موفق به کسب جایزه خدمات برجسته نیز شد. استیکل به‌خاطر کارهایی که در زمینهٔ حفاظت از حیات وحش انجام داده بود، جایزهٔ یادبود آلدو لئوپولد را نیز در سال ۱۹۷۴ از انجمن حیات وحش دریافت کرد. انجمن سم‌شناسی محیطی و شیمی جایزهٔ ریچل کارسون را در سال ۱۹۹۸ به او اعطا کرد. استیکل همچنین در سال ۲۰۱۴ به‌دلیل فعالیت‌های زیست‌محیطی خود وارد تالار مشاهیر زن میشیگان شد.
دانشگاه میشیگان شرقی در سال ۱۹۷۴ یک دکترای افتخاری را به استیکل اعطا کرد. علاوه بر این، مرکز تحقیقات حیات وحش پاتوزنت نیز یک آزمایشگاه شیمی و فیزیولوژی را به نام او و همسرش تغییر نام داد.

## زندگی شخصی
او با ویلیام هنسون استیکل ازدواج کرده بود که او نیز یکی از اعضای سرویس آبزیان و حیات وحش ایالات متحده و متخصص خزنده‌شناسی بود. استیکل در ۲۲ فوریهٔ ۲۰۰۷ در اشویل، کارولینای شمالی درگذشت.